# Museu de Ciências da Universidade de São Paulo
O Museu de Ciências da Universidade de São Paulo (MC-USP) é vinculado à Pró-Reitoria de Cultura e Extensão Universitária e tem o objetivo de difundir as ciências exatas, humanas e naturais, a tecnologia e as artes.
Criado em 2005, sua primeira exposição intitula-se "Água – uma viagem no mundo do conhecimento".